# Naples (New York)
Naples è un comune degli Stati Uniti d'America, situato nello stato di New York, nella contea di Ontario.